# Пятнистый флейторыл
Пятнистый флейторыл, или пятнистая рыба-труба (лат. Aulostomus maculatus), — вид морских лучепёрых рыб семейства флейторыловых (Aulostomidae). Распространены в западной части Атлантического океана. Максимальная длина тела 100 см.

## Описание
Тело очень длинное, сжато с боков, покрыто ктеноидной чешуёй. Голова и передняя часть спины без чешуи. Голова удлинённая, сильно сплюснуты в дорсовентральном направлении, с длинным трубкообразным рылом. Зубы на нижней челюсти крошечные, а на верхней отсутствуют. На нижней челюсти расположен небольшой мясистый усик. Первый спинной плавник представлен 8—13 отдельно сидящими колючками. Второй спинной плавник с коротким основанием и 21—25 мягкими лучами сдвинут к задней части тела. Анальный плавник с 21—25 мягкими лучами расположен напротив второго спинного плавника. В абдоминальных брюшных плавниках 6 мягких лучей. Хвостовой плавник маленький, закруглённый. Боковая линия полная. Позвонков 59—61, первые четыре позвонка удлинённые и сросшиеся.

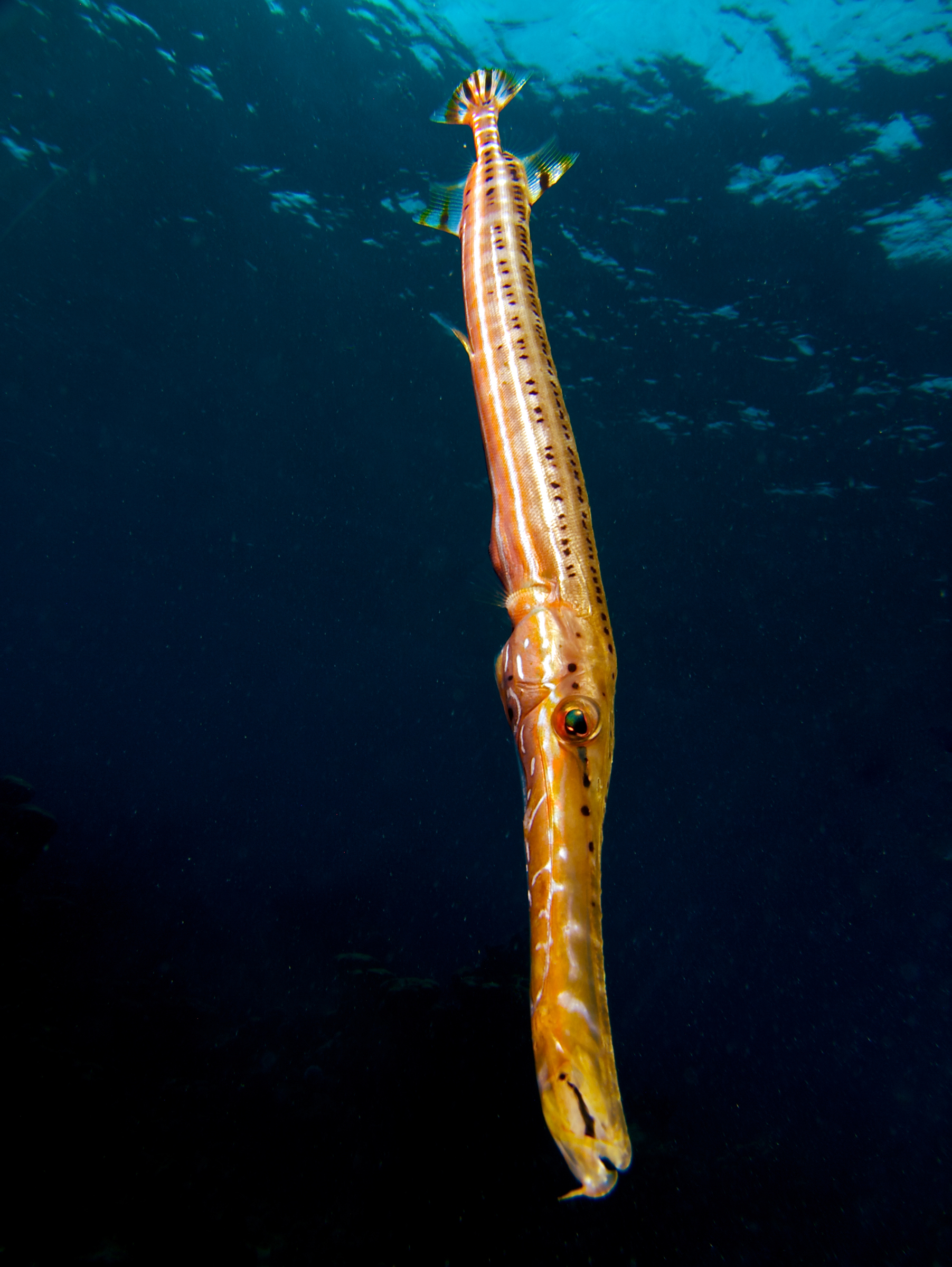

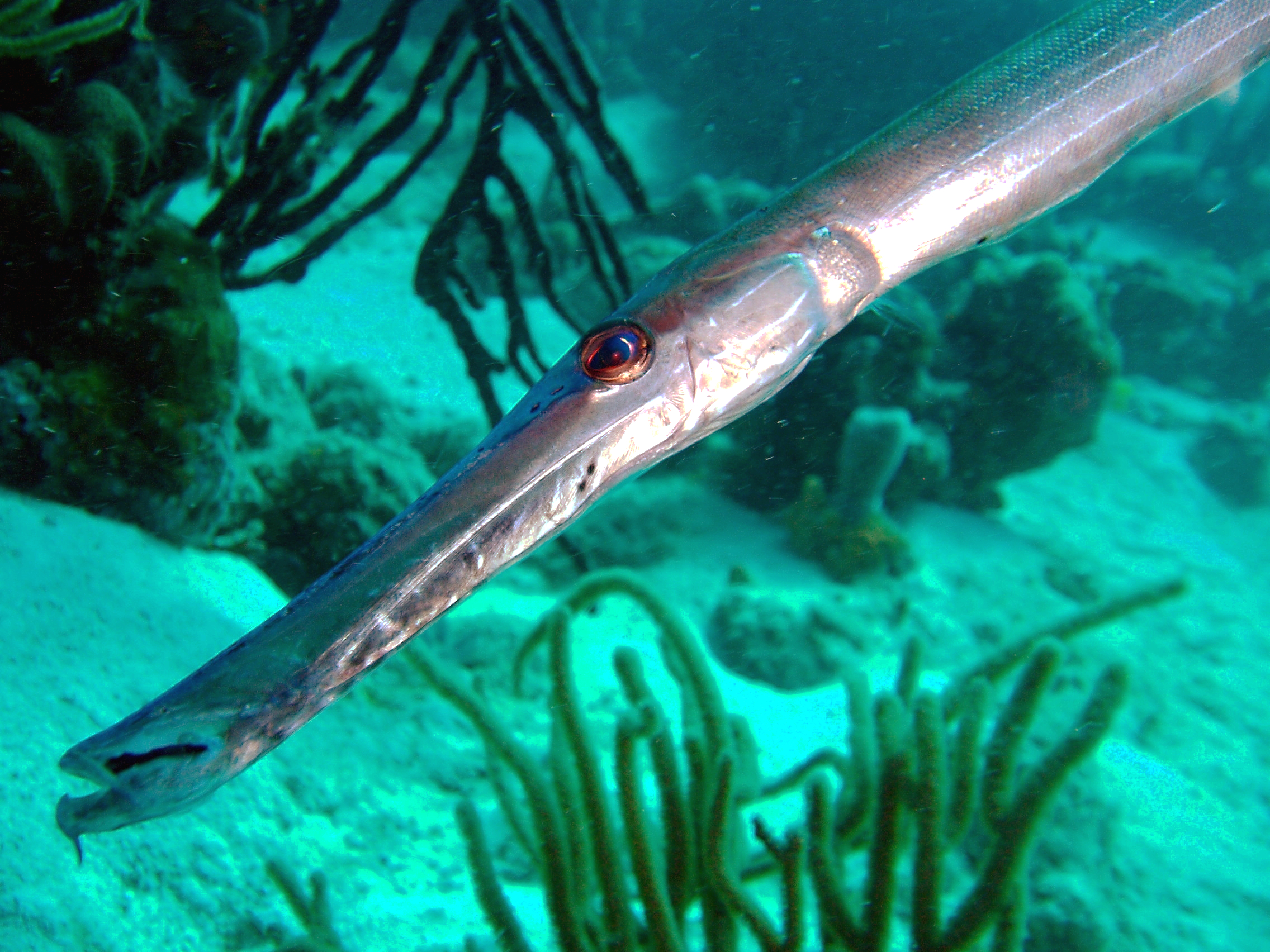

Наиболее распространённая окраска рыбы-трубы — от коричневой до красновато-коричневой с неправильными чёрными или коричневыми пятнами. Пятнистый флейторыл может легко менять свой цвет в зависимости от характеристик окружающей среды, и окраска становится синевато-серой, ярко-жёлтой или зелёной. Вдоль головы и по бокам тела проходят серебристые полосы. У оснований спинного и анального плавников есть чёрная полоса, хотя иногда эта полоса имеет вид пятнышек. На хвостовом плавнике часто хорошо видны одно или два пятна.
Максимальная длина тела 100 см, обычно до 60 см.

## Биология
Обитают в прибрежных водах на глубине 2—50 м в скалистых и коралловых рифах среди Acroporidae, горгонарий или морских трав. Ведут одиночный образ жизни. Питаются мелкими рыбами и ракообразными. Пятнистые флейторылы используют две тактики пищедобывательного поведения. Обычно поджидают добычу, используя для маскировки ветвистые отростки кораллов или растений (иногда и искусственные объекты, типа канатов), при этом тело располагается почти вертикально, а голова направлена вниз. Часто они приближаются к добыче, используя в качестве маскировки стаи крупных мирных рыб сходной окраски. При этом изменяется окраска, а тело рыбы-трубы располагается вдоль линии спины крупной рыбы. Добыча всасывается широко открытым ртом.

## Ареал
Распространены в тропических водах западной части Атлантического океана от Флориды до Бразилии, включая Карибское море и Мексиканский залив; на восток до островов Сан-Паулу.